# Chrysomya pacifica
Chrysomya pacifica är en tvåvingeart som beskrevs av Hiromu Kurahashi 1991. Chrysomya pacifica ingår i släktet Chrysomya och familjen spyflugor.
Artens utbredningsområde är Samoa. Inga underarter finns listade i Catalogue of Life.